# トール・ヘイエルダール
トール・ヘイエルダール（Thor Heyerdahl [tuːr ˈhæɪəɖɑːl] 発音例, 1914年10月6日 - 2002年4月18日）は、ノルウェーの人類学者、海洋生物学者、探検家。1947年に筏（いかだ）船のコンティキ号でペルーのカヤオ港から南太平洋のトゥアモトゥ諸島ラロイア環礁まで4,300マイル（8千km弱）の航海を行った。

## 来歴・人物
ヘイエルダールは、ノルウェーのラルヴィクで、醸造家のトール・ヘイエルダール（1869〜1957年）と妻のアリソン・リン（1873〜1965年）の息子として生まれた。幼少の頃、ヘイエルダールはチャールズ・ダーウィンの進化論に強い関心を持っていた母親に触発され、動物学に強い関心を示した。彼は幼少時代の家に小さな博物館を作り、ヨーロッパクサリヘビ（Vipera berus）を主な関心としていた。
彼はオスロ大学の生物科学部で動物学と地理学を学んだ。同時に、彼はポリネシアの文化と歴史を個人的に研究し、オスロの裕福なワイン商人であるビャルネ・クローペリエン（Bjarne Kroepelien）が所有するポリネシアに関する当時の世界最大の書籍や論文のコレクションを調べた（このコレクションは後にオスロ大学図書館がクローペリエンの相続人から購入、コンチキ博物館の研究部門に所蔵）。
7つの用語とベルリンの専門家との協議の後、プロジェクトが開発され、ヘイエルダールの動物学教授であるクリスティン・ボネヴィーとヒャルマー・ブロッホ が後援した。彼はいくつかの孤立した太平洋の島のグループを訪問し、地元の動物がどのようにそこに道を見つけたかを研究することだった。
1936年にマルケサス諸島に一緒に航海する直前に、ヘイエルダールは大学に入学する少し前に会い、そこで経済学を学んだ最初の妻、リーブ・コケロン・トルプ（1916-1969）と結婚した。2人の息子トールジュニアとビョルンをもうけたが、のちに離婚した。
1937年、大学卒業とともに、妻のリーブと一緒にポリネシアのファツ・ヒバ島を訪れ、現地人と同じ暮らしをおくる。この体験は著書『ファツ・ヒバ』にまとめられている。この時、ポリネシア人の南アメリカ起源説を思い付く。
ナチス・ドイツによるノルウェー占領後、彼は1944年からフィンランド北部のフィンマルク県で自由ノルウェー軍に参加した。
1949年、ヘイエルダールはヨーン・デデカム=シモンセン（1924-2006）と二度目の結婚で、3人の娘（アネット、マリアン、ヘレン・エリーザベト）をもうけたが、1969年に離婚した。
1955年から1956年、ヘイエルダールはイースター島の巨大石像を調査し、南アメリカとの関係がさらに深いと確信した。この記録は著書『アク・アク』にまとめられている。
1991年、ヘイエルダールは ジャクリーン・ビアー（1932年生まれ）と、3番目の結婚をした。彼らはカナリア諸島のテネリフェに住んでおり、特にペルーのツクーメ（Túcume）、アゾフでの考古学プロジェクトに非常に積極的に関与していた。彼は亡くなるまでサモアで考古学プロジェクトに着手したいと考えていた。
ヘイエルダールは2002年4月18日にイタリアのリグーリア州コッラ・ミケリで亡くなった、晩年はそこで最後の家族とイースター休暇を過ごした。ノルウェー政府は、2002年4月26日にオスロ大聖堂で国葬で送った。遺体はコッラ・ミケリの自宅の庭に埋葬されている。なお、ヘイエルダールは無神論者だった。

## 漂流実験
1947年当時はポリネシアの島々の住人（ポリネシア人）の起源は謎とされており、ヘイエルダール自身も調査を行った。その結果、南米ペルーにある石の像とポリネシアにある石の像が類似していること、植物の呼び方が似ていることなどを踏まえ、ポリネシアの住人の起源は南米にあると論文で発表した。しかしこの説は学会からの反対にあった。当時の技術では船で行き来することなど不可能であるというのがその理由だった。
1947年、ヘイエルダールとそのチームは、南米のバルサ材およびその他の地元の材料を用い、インカ帝国時代の船を模したコンティキ号を建造し、ペルーからイースター島への航海に挑戦した。巨石文化がインカ帝国から海を渡ってイースター島に伝えられ、同島に残るモアイ像が作られたことを実証しようとしたのである。コンティキはインカ帝国の太陽神ビラコチャの別名で、いかだはインカ帝国を征服した当時のスペイン人たちが描いた図面を元に設計された。
コンティキ号は1947年4月28日に5人の仲間と1羽のオウムと共に出航し、曳航船によってフンボルト海流を越えた後は漂流しながらイースター島を目指した。一行は出航から97日目に、トゥアモトゥ諸島のプカプカ環礁を望見しポリネシアにたどり着いたが、出航102日目の1947年8月7日にトゥアモトゥ諸島のラロイア環礁でコンティキ号は座礁した。
ヘイエルダールは1948年に漂流航海の模様をまとめた著書『コン・ティキ号探検記』を発表。同書は62ヶ国語に翻訳され、2000万部以上の大ベストセラーとなった。また、彼らの航海を描いた長編ドキュメンタリー映画『Kon-Tiki』は、1951年のアカデミー賞長編ドキュメンタリー映画賞を受賞している。
「漂流」には、当時（1940年代）の航法機器やボートなども使用していた。また、アマチュア無線によりノルウェーを含む世界各国との交信を行っていた（コンティキ号#概要）。食料に関しては、実験を名目にアメリカ軍から提供された保存食の他は海中から得た。ヘイエルダールは、「インディオの航海技術を立証するのが目的で、我々がインディオになる必要は無い」と述べていて、最初は保存食を用意して航海に臨むつもりだったようである。「筏のロープが波で擦り切れる」とか「バルサが水を吸って沈没するはず」など、航海前に出された否定的な意見を覆したことで評判を呼んだ。ただし、建造を急ぐため乾燥していないバルサを使ったのが偶然に吉と出て、乾燥したバルサを使っていれば、海水の吸収が早くて沈没していた可能性があるとヘイエルダールは認めている。
1964年には、南太平洋の探検の功績に対して、王立地理学会から金メダル（パトロンズ・メダル）を贈られた。

## 葦船

### 大西洋横断(1969-1970)
1969年、「アステカ文明はエジプト文明と類似しており、エジプトからの移民が作った文明ではないか」と考え、古代エジプトの葦船に大西洋を渡る能力があることを証明しようとした。このため、古代エジプトの図面と模型に基づいて設計され、エチオピアのタナ湖産のパピルス葦を使ってチャド湖から招請した船大工と建造した船「ラー号」で、ヘイエルダールを含めた7人の乗組員でモロッコのサフィからカリブ海を目指した。数週間の航海の末にラーは浸水しており、設計ミス（エジプトの技術の中の重要な要素を見落としていた）が判明した。ラー号は6000km以上を航海して残り数百kmまで来ていたが、最終的にはバラバラになった。乗組員は救出された。
翌年の1970年、今度はボリビアのチチカカ湖から招いた船大工の手によって「ラー2号」が建造された。ラー2号もパピルス製で、同年5月にモロッコから出発したが、今回はカリブ海のバルバドス島まで到達した。これによって、カナリア海流に乗って航海することで大西洋横断が可能なことを立証した。ラー2号は現在、ノルウェーのオスロにあるコンティキ号博物館にある。
なお、この時の航海には日本人カメラマンも同行した。実験航海の主要な側面とは別に、ヘイエルダールは、少なくとも自分たちの小さな浮島で人々が協力して平和に暮らせることを実証するために、人種、国籍、宗教、政治的視点の多様性を表す乗組員を慎重に選んだ。さらに、航海中に海洋汚染のサンプルを採取し、その報告を国連に提出した。

### ペルシア湾、インド洋、紅海(1977-1978)
1977年、ヘイエルダールはさらに別の葦船、葦船「チグリス号」を建造した。これは、海上を経由した貿易と移住で、現在のパキスタンとインド西部に存在したインダス文明とメソポタミアとが結びついていた可能性があることを立証しようとするものだった。この葦船はイラクで建造され、やはり国際色豊かな乗組員と一緒にペルシア湾を通ってパキスタンのカラチを経由して紅海に向かった。
海上で約5か月間を過ごした船はまだ耐航性を維持していた。だが、1978年4月3日、紅海とアフリカの角で猛威を振るう戦争に対する抗議として、ティグリス号はジブチの海上で故意に燃やされた。

## 漂流実験の評価

ポリネシア人の移住ルート

この航海によって、南米からポリネシアへの移住が技術的に不可能ではなかったことが実証されたと一般には思われているが、南米大陸の太平洋側にはフンボルト海流という強力な海流が流れており、風上への航走能力を持たないいかだではフンボルト海流を越えてポリネシアへの貿易風に乗ることは困難である。実際、コンティキ号は軍艦に曳航されてフンボルト海流を越えた海域（陸地からおよそ80キロメートル）から漂流実験を開始しており、この点をもって実験航海としての価値はさほど高くないと指摘されている。
現在、人類学者・考古学者・歴史学者・遺伝学者などほとんどの研究者は、考古学・言語学・自然人類学・文化人類学的知見、および遺伝子分析の結果を根拠に、南米からの殖民は無かったとしている。ポリネシアへの植民はポリネシア人が考案した風上への航走能力を持つ航海カヌーを用いて、台湾から東南アジア島嶼部、メラネシア、西ポリネシア、東ポリネシアという順序で行われたと考えており、風上への航走技術を持たなかった南米の人々が自力でポリネシアに渡った証拠は無いと考えている。
その一方で、本当にフンボルト海流を筏で乗り越えられないかどうかは不明だとしてヘイエルダール説を擁護する意見も存在している。特にコロンブス以前から既に、オセアニア一帯で中南米原産のサツマイモが栽培されていたことから、南米からポリネシア方面への文化的影響は皆無ではなかったとする意見である。だが、この点についても南米先住民がポリネシアに航海したと考えるよりは、ポリネシア人が南米大陸に来航してサツマイモを持ち帰ったと考える方が自然であり、現在のところ研究者の大半はそちらの仮説を支持している。
また最近になって、カリフォルニア大学バークレー校の言語学者キャサリン・クラーらは、北米先住民チュマッシュ族とポリネシア系言語の語彙比較および出土物の放射性炭素年代測定から、ポリネシア人と北米先住民の文化接触の可能性を指摘した論文をCurrent Anthropology誌とAmerican Antiquity誌に投稿し、いずれの雑誌でも査読者の意見は割れたが、最終的にAmerican Antiquity誌に受領されて2005年7月号に掲載された。ただし、この論文ではポリネシア側からの文化接触の可能性は示唆できても、南米側からの能動的な接触の証拠にはならない。
また、「アステカ文明とエジプト文明との類似」についても、それぞれの文明が発生した年代が離れすぎており、「類似は偶然にすぎない」という説がほぼ主流である。特にピラミッドに関しては、技術が未発達な段階において、そこまで巨大な石造建造物を建設するには、どうしてもこの形にならざるを得ない（垂直に切り立った石壁とするには、ピラミッドよりも高い建築技術が必要である）ための類似であると考えられる。ただし、ミトコンドリアDNAハプログループXおよびY染色体ハプログループR1の不可解な分布は、エジプト・ヨーロッパからアメリカへの移住が存在したとする、彼の説を支持する可能性がある。
このようにヘイエルダールの学説には否定的見解が優勢であるが、自説を実証するために冒険を行ったヘイエルダールの業績自体は高く評価されている。ポリネシア人の東南アジア起源説を主張する学者たちからも尊敬の対象となっており、例えばこれまで唯一、オリジナルの古代ポリネシアの航海カヌーを発掘するなどの業績を持つ篠遠喜彦も彼への敬意を明言している。

## 邦訳された著作
- 『コンティキ号漂流記』水口志計夫訳、月曜書房、1951年
  - 新版『コン・ティキ号探検記』筑摩書房（筑摩叢書、ちくま文庫で新装再刊）、編訳で「世界ノンフィクション全集」
  - 他に 河出文庫、2013年、河出書房新社「世界探検紀行全集」、新版2023年
  - 他に『コンチキ号漂流記』神宮輝夫訳、偕成社文庫、1976年、児童向け
- 『アク・アク－孤島イースター島の地下の世界』山田晃訳、光文社、1958年 
  - 新版『アク・アク－孤島イースター島の秘密』社会思想社：現代教養文庫、改版1992年
- 『葦舟ラー号航海記』永井淳訳、草思社、1971年
- 『海洋の道　考古学的冒険』カール・イェトマル編、関楠生訳、白水社、1976年、新版1999年
- 『ファツ・ヒバ 楽園を求めて』上下、山田晃訳、現代教養文庫、1976年
- 『ティグリス号探検記 文明の起源を求めて』上下、小川英雄・田中昌太郎訳、筑摩書房、1981年、ちくま文庫、1989年
- 『海洋の人類誌 初期の航海・探検・植民』国分直一・木村伸義訳、法政大学出版局、1990年
- 『モルディブの謎』木村伸義訳、法政大学出版局、1995年

### 評伝
- アルノルド・ヤコービー『キャプテンコン・ティキ』木村忠雄訳、朝日新聞社、1969、現代教養文庫（上下）、1976

著者（Arnold Jacoby, 1913-2002）は、友人のアメリカの児童・北欧文学者